# Volframit

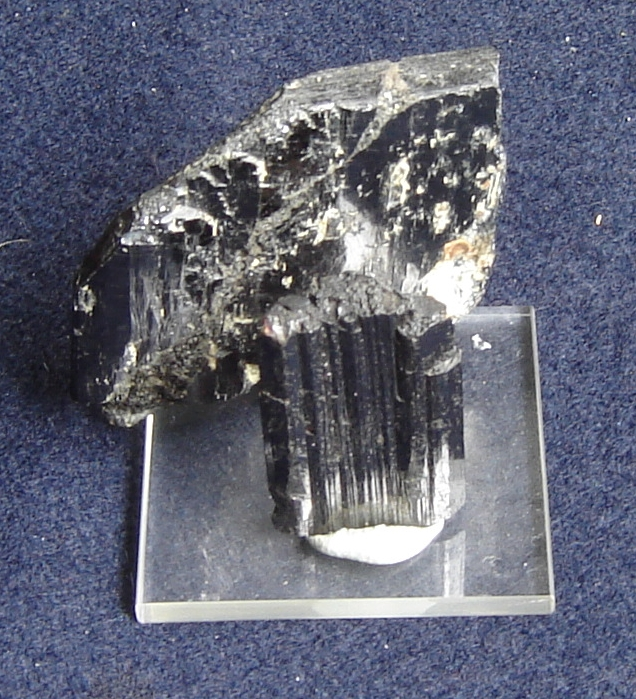
Volframit kristály

A volframit (volframát) a monoklin kristályrendszerben, kissé nyúlt táblás kristályokban alakul ki, melyek a végükön vésőszerűen elvékonyodnak. A ferberit és a hübnerit elegykristálya. Telérekben tömeges előfordulásban jelenik meg. A szulfátrokon vegyületek között a volframátok ásványegyüttesének tagja. A legfontosabb volfrámérc.

## Kémiai és fizikai tulajdonságai
- Képlete: (Fe,Mn)WO4
- Szimmetriája: a monoklin kristályrendszerben, oszlopos kristályai csak kevés szimmetriaelemet tartalmaznak.
- Sűrűsége: 7,2-7,6 g/cm³.
- Keménysége: 5,0-5,5 közepesen kemény (a Mohs-féle keménységi skála szerint).
- Hasadása: tökéletes, a kristálylapok mentén.
- Törése: egyenetlen.
- Színe: sötétbarna, barnás fekete, néha vöröses árnyalatú.
- Fénye: zsír vagy félig fémes fényű.
- Átlátszósága: vékony lemezei áttetszők, tömeges megjelenésben opak.
- Pora:  barna színű.
- Elméleti volfrámoxid-tartalma (WO3):  75%.
- Különleges tulajdonsága: nehezen olvad.

### Elegyrészei
- Ferberit FeWO4
- Hübnerit MnWO4

Elegykristályainak aránya a színét befolyásolják. Barnás színét a ferberit, vöröses árnyalatát a hübnerit túlsúlya adja.

## Keletkezése

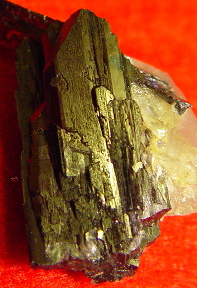
Volframit Kínából

Gránit pegmatitokhoz kapcsolódó kvarcerekben teléresedik. Hidrotermás képződései is jellemzőek. Kvarctelérekben gyakran megtalálható.
Hasonló ásványok: kassziterit, kolumbit.

## Előfordulásai
Románia területén Felsőbányán. Németországban az Érc-hegységben. Spanyolország, Portugália, Olaszországban Szardínia-szigetén, Anglia területén Cornwallban, Csehországban.
Oroszországban a Bajkálon-túli területen. Jelentős előfordulások vannak Kína, Burma és Malajzia területén valamint Ausztráliában. Ismertek volframit érctelepek Kanadában, az Egyesült Államok Colorado és Új-Mexikó szövetségi államban, Peru és Bolívia területén.

## Hazai előfordulása
A hazai gránitelőfordulásokkal kapcsolatban kimutatták jelenlétét. A Velencei-hegységben a gránit és a palaköpeny érintkezési felületein kvarcosodott agyagpalában találtak volframit előfordulást.
Kísérő ásványok: kassziterit, kvarc, molibdenit, scheellit.